# Avenue Jean-Claude-Bonduelle
Pour les articles homonymes, voir Bonduelle (homonymie).
L'avenue Jean-Claude-Bonduelle est une artère de Nantes.

## Situation et accès
Située dans le centre-ville de Nantes, à l'est de île Gloriette, l'avenue Jean-Claude-Bonduelle débute avenue Carnot et se termine pont Aristide-Briand.

## Origine du nom
Elle rend hommage à Jean-Claude Bonduelle (1935-1984), homme politique nantais, président de la fédération de la Loire-Atlantique du parti radical-socialiste et adjoint chargé de l'urbanisme de 1977 à 1984 auprès du maire de Nantes, Alain Chénard,.

## Historique
Cette artère, de conception relativement récente (bien que le projet date de la première moitié XIXe siècle), est construite pour permettre de rejoindre, sur un axe rectiligne, le pont Aristide-Briand depuis l'avenue Carnot, partageant ainsi en deux l'ancien Champ de Mars, vaste terrain limité, à l'est, par le quai Ferdinand-Favre (bordant le canal Saint-Félix), au nord, par les rues de Valmy et de Jemmapes, à l'ouest par la rue de Mayence, et au sud par la rue de Fleurus.
L'aménagement de cet espace est décidé par la municipalité en 1893 pour y accueillir, dans un premier temps, un marché de gros aux légumes. Le bâtiment, surmonté d'un étage, est situé parallèlement à la rue de Mayence. Outre son activité commerciale, celui-ci servit de salle des congrès ou d'exposition.
Sur le côté opposé de ce vaste terrain, un « parc des Sports » est établi et dont le permis de construire est délivré par la mairie le 29 juillet 1911. Il contenait un terrain de football et une piste de cyclisme. Ce stade, équipé de tribunes couvertes (un luxe pour l'époque), permettait d'assister aux matches de football et de rugby. Il connaîtra d'ailleurs les plus belles heures du SNUC.
En 1935, un nouvel aménagement du Champ de Mars figure au programme de la municipalité nantaise, nécessitant la démolition des équipements en place, en 1937, et la suppression du parc des sports (l'équipe de rugby du SNUC est contrainte d'évoluer au nouveau « stade de Malakoff », inauguré la même année et qui, plus tard, devient le stade Marcel Saupin).
Un nouveau « Palais du Champ de Mars », de style Art déco, construit à l'emplacement du marché aux légumes, est inauguré le 14 septembre 1938 et accueille, successivement, le marché de gros ainsi que la poissonnerie municipale, la gare routière, l'atelier de la ville et la fourrière municipale. D'une capacité de près de 10 000 spectateurs, c'est également le lieu de rassemblement de nombreuses grandes manifestations : concerts, spectacles (Holiday on Ice), meetings politiques, foires commerciales, mais aussi des manifestations sportives, comme des matchs de handball avec la Laëtitia ou de basket-ball avec l'ABC Nantes. On y organise également les deux premières éditions des Floralies internationales (en 1956 et 1963).
Au début des années 1960, l'artère est ouverte à la circulation en même temps que le pont Aristide-Briand.
En 1986, commencent les travaux de construction du centre des congrès, sur le site de l'ancien « parc des Sports ». Cet ensemble, bâti sur les plans de l'architecte Yves Lion, est inauguré en 1992.
Le palais du champ de Mars est livré aux démolisseurs en 1988 pour laisser la place à l'immeuble abritant le siège social du CIC Ouest inauguré en 1991.
Par délibération du conseil municipal du 8 octobre 1990 la voie prend le nom d'avenue Jean-Claude-Bonduelle
Depuis le 6 novembre 2006, l'avenue est traversée par la ligne 4 du Busway, qui relie la « porte de Vertou » du boulevard périphérique à la place Maréchal-Foch.